# Новоильиновка (Костанайская область)
Новоильиновка (каз. Новоильинов) — село в Тарановском районе Костанайской области Казахстана. Административный центр Новоильиновского сельского округа. Код КАТО: 396459100.

## География
Находится примерно в 25 км к юго-востоку от районного центра села Тарановского.

## История
Село Ново-Ильиновка было образовано в 1903 году. Первыми жителями стали крестьяне-переселенцы с Украины.

## Население
В 1999 году население села составляло 1738 человек (844 мужчины и 894 женщины). По данным переписи 2009 года, в селе проживало 1470 человек (731 мужчина и 739 женщин).